# Vétheuil
Vétheuil és un municipi francès, situat al departament de Val-d'Oise i a la regió d'Illa de França. L'any 2007 tenia 870 habitants.
Forma part del cantó de Vauréal, del districte de Pontoise i de la Comunitat de comunes Vexin-Val de Seine.

## Demografia

### Població
El 2007 la població de fet de Vétheuil era de 870 persones. Hi havia 358 famílies, de les quals 114 eren unipersonals (63 homes vivint sols i 51 dones vivint soles), 118 parelles sense fills, 114 parelles amb fills i 12 famílies monoparentals amb fills.
La població ha evolucionat segons el següent gràfic:
Habitants censats

### Habitatges
El 2007 hi havia 498 habitatges, 370 eren l'habitatge principal de la família, 92 eren segones residències i 36 estaven desocupats. 430 eren cases i 64 eren apartaments. Dels 370 habitatges principals, 284 estaven ocupats pels seus propietaris, 83 estaven llogats i ocupats pels llogaters i 3 estaven cedits a títol gratuït; 12 tenien una cambra, 34 en tenien dues, 64 en tenien tres, 82 en tenien quatre i 179 en tenien cinc o més. 244 habitatges disposaven pel capbaix d'una plaça de pàrquing. A 174 habitatges hi havia un automòbil i a 151 n'hi havia dos o més.

### Piràmide de població
La piràmide de població per edats i sexe el 2009 era:
| Homes | Edats   | Dones |
| ----- | ------- | ----- |
| 0     | 95 o +  | 4     |
| 0     | 90 a 94 | 4     |
| 0     | 85 a 89 | 8     |
| 0     | 80 a 84 | 8     |
| 16    | 75 a 79 | 16    |
| 16    | 70 a 74 | 20    |
| 28    | 65 a 69 | 16    |
| 28    | 60 a 64 | 32    |
| 16    | 55 a 59 | 20    |
| 32    | 50 a 54 | 24    |
| 16    | 45 a 49 | 24    |
| 20    | 40 a 44 | 4     |
| 68    | 35 a 39 | 60    |
| 36    | 30 a 34 | 44    |
| 20    | 25 a 29 | 40    |
| 4     | 20 a 24 | 4     |
| 28    | 15 a 19 | 8     |
| 24    | 10 a 14 | 24    |
| 24    | 5 a 9   | 32    |
| 40    | 0 a 4   | 44    |

## Economia
El 2007 la població en edat de treballar era de 537 persones, 413 eren actives i 124 eren inactives. De les 413 persones actives 386 estaven ocupades (205 homes i 181 dones) i 28 estaven aturades (12 homes i 16 dones). De les 124 persones inactives 42 estaven jubilades, 42 estaven estudiant i 40 estaven classificades com a «altres inactius».

### Ingressos
El 2009 a Vétheuil hi havia 368 unitats fiscals que integraven 902 persones, la mediana anual d'ingressos fiscals per persona era de 22.622 €.

### Activitats econòmiques
Dels 67 establiments que hi havia el 2007, 1 era d'una empresa extractiva, 2 d'empreses alimentàries, 1 d'una empresa de fabricació d'altres productes industrials, 12 d'empreses de construcció, 13 d'empreses de comerç i reparació d'automòbils, 3 d'empreses de transport, 7 d'empreses d'hostatgeria i restauració, 3 d'empreses d'informació i comunicació, 1 d'una empresa financera, 6 d'empreses immobiliàries, 7 d'empreses de serveis, 10 d'entitats de l'administració pública i 1 d'una empresa classificada com a «altres activitats de serveis».
Dels 21 establiments de servei als particulars que hi havia el 2009, 1 era una oficina de correu, 1 taller de reparació d'automòbils i de material agrícola, 2 paletes, 2 guixaires pintors, 1 fusteria, 2 lampisteries, 3 electricistes, 1 perruqueria, 5 restaurants i 3 agències immobiliàries.
Dels 5 establiments comercials que hi havia el 2009, 1 era una botiga de més de 120 m², 1 una botiga de menys de 120 m², 1 una fleca, 1 una peixateria i 1 una botiga de roba.

## Equipaments sanitaris i escolars
Els 2 equipaments sanitaris que hi havia el 2009 eren farmàcies.
El 2009 hi havia una escola elemental.

## Poblacions més properes
El següent diagrama mostra les poblacions més properes.